# Grassholm
Grassholm (gallois : Gwales or Ynys Gwales) est une petite île inhabitée située à 13 kilomètres au large de la côte sud-ouest du Pembrokeshire au pays de Galles. À l'ouest de l'île se trouve le phare des Smalls, où on peut apercevoir régulièrement une colonie de fous de Bassan.
Grassholm est détenue depuis 1947 par la Royal Society for the Protection of Birds.

## Géographie
La réserve naturelle nationale de Grassholm est le troisième site le plus important en morus dans le monde après Saint-Kilda et Bass Rock (Écosse). Il constitue un site de reproduction pour 39 000 couples d'oiseaux et représente environ 10 % de la population mondiale. La mer agitée autour de Grassholm offre également une bonne alimentation pour les marsouins et les dauphins.
On vient à Grassholm par bateau depuis les centres de secours en mer de Saint David's et de Martin's Haven.

## Géologie
D'un point de vue géologique, l'île est formée en grande partie de keratophyre. En revanche, la côte nord-ouest de l'île, ainsi que l'îlot de West Tump, sont essentiellement composés de basalte. On trouve aussi sur l'île des plages surélevées.

## Histoire
L'île de Grassholm pourrait être l'île de Gwales, évoquée dans le Mabinogion, un texte médiéval gallois. Dans un autre texte intitulé Pedair Cainc Y Mabinogi, on apprend qu'un château fabuleux construit sur Gwales a abrité pendant 80 ans la tête décapitée de Bran le Béni, conservée miraculeusement intacte.
Le 15 juillet 1945, le navire de charge SS Walter L M Russ s'est échoué à l'ouest de Grassholm et a coulé. Neuf membres de l'équipage ont été secourus par les secours en mer d'Angle.